# Mirzino jato
Mirzino jato je bio bosanskohercegovački disco-pop sastav iz Sarajeva. Sastav je nastao krajem 1970-ih pod utjecajem njemačkog disco sastava Boney M. Sastav su činili Mirza Alijagić, Zuzi Zumreta Midžić i Gordana Ivandić. "Mirzino jato" je objavilo dva albuma: "Šećer i med" (1979.) i "Najslađi rode" (1983). Sve pjesme za sastav napisao je Sead Lipovača iz Divljih jagoda. Hit sastava postala je pjesma "Apsolutno tvoj" s albuma "Šećer i med".
Mirza Alijagić je karijeru nastavio kao bas u sarajevskoj operi, Gordana Ivandić (sestra bubnjara Bijelog dugmeta Gorana Ipeta Ivandića) je postala pjevačica sastava Makadam.